# Polska Wytwórnia Papierów Wartościowych
Polska Wytwórnia Papierów Wartościowych S.A. (PWPW S.A.) (укр. Польська фабрика цінних паперів) — польське державне акціонерне товариство, що спеціалізується на виробництві банкнот, документів, захищених друків і IT-систем.
PWPW входить до переліку стратегічних підприємств Польщі. З січня 2017 року нагляд за компанією здійснює Міністерство внутрішніх справ та адміністрації Польщі. Компанія також акредитована Європейським центральним банком як виробник євробанкнот.
Головний офіс PWPW знаходиться за адресою: вул. Романа Сангушки, 1, Варшава.

## Історія

### До 1939 року
Початки Польської фабрики цінних паперів (PWPW) були тісно пов'язані з історією незалежної Польщі. Після завершення Першої світової війни уряд Другої Польської Республіки розпочав впорядкування валютних систем. Виробництво власних банкнот і документів мало підкреслити незалежність країни та стати частиною нової національної ідентичності незалежної Польщі. 25 січня 1919 року уряд Ігнація Яна Падеревського ухвалив рішення про створення «Державних графічних закладів». Підприємство було засноване на базі друкарень J. Hirszowicza на Єрусалимських алеях і A. Hurkiewicza на Мар'єнштадті, а також паперової фабрики Мокотівської в'язниці.
У 1920 році було випущено першу банкноту номіналом 100 польських марок. 9 серпня 1920 року було укладено угоду між урядом УНР, який представляли голова Торгівельно-економічної комісії Іван Фещенко-Чопівський та управитель Експедиції заготовок державних паперів Євген Федосієв, і польським Міністерством державної скарбниці. Відповідно до угоди, «Державні графічні заклади» мали випустити 7 мільйонів банкнот номіналом 1 000 карбованців на суму близько 45-50 мільйонів польських марок протягом 4-5 місяців.
26 травня 1925 року міністр фінансів Владислав Грабський підписав угоду з Банком Польщі, яка передбачала створення компанії за участю центрального банку та Міністерства державної скарбниці. 10 липня 1926 року «Державні графічні заклади» були перетворені на пол. Polska Wytwórnia Papierów Wartościowych, дос. «Польську фабрику цінних паперів». У тому ж році розпочалося будівництво нової будівлі за проєктом Антоні Дигата, яке завершилося в 1929 році.

### Друга світова війна
Під час німецької окупації з 1940 року на території заводу діяла пол. Podziemna Wytwórnia Banknotów, дос. «Підпільна фабрика банкнот» (PWB), яка виробляла документи для польського підпілля. У 1944 році PWB була перетворена на самостійний бойовий підрозділ «PWB/17/S». Під час Варшавського повстання працівники фабрики активно брали участь у бойових діях, захищаючи її від німецьких військ.

### Післявоєнний період
Після війни, 10 листопада 1945 року, підприємство було відновлено як пол. Państwowa Wytwórnia Papierów Wartościowych, дос. «Державна фабрика цінних паперів», а в 1947 році отримало новий статут. Відновлення зруйнованої під час війни будівлі завершилося в 1950 році, і виробництво повернулося до Варшави. У 1975 році почалася емісія серії банкнот пол. Wielcy Polacy, дос. «Великі поляки», серед яких була банкнота номіналом 500 злотих із зображенням Тадеуша Костюшка. Ці банкноти були в обігу до 1994 року. 

## Сфери діяльності

### Виробництво банкнот
PWPW виробляє банкноти для Національного банку Польщі та інших центральних банків світу. Серед клієнтів підприємства — Словаччина, Гватемала, Парагвай та інші країни.

### Документи та IT-системи
PWPW випускає бланки біометричних паспортів, водійські посвідчення, реєстраційні документи та інші офіційні документи. Компанія також надає послуги з безпеки даних та ідентифікації, включаючи електронні підписи та системи для ідентифікації транспортних засобів.

### Пластикові картки
PWPW виготовляє пластикові та полікарбонатні картки для банків, посвідчення та інші документи.